# Glaresis zvirgzdinsi
Glaresis zvirgzdinsi is een keversoort uit de familie Glaresidae. De wetenschappelijke naam van de soort is voor het eerst geldig gepubliceerd in 1995 door Warner.